# Fedir Daszkow
Fedir Fedorowycz Daszkow (ukr. Федір Федорович Дашков, ros. Фёдор Фёдорович Дашков, Fiodor Fiodorowicz Daszkow; ur. 26 stycznia 1924 w Charkowie, zm. 1987) – ukraiński piłkarz, grający na pozycji napastnika.

## Kariera piłkarska

### Kariera klubowa
W 1946 rozpoczął karierę piłkarską w drużynie Łokomotyw Charków, skąd w następnym sezonie przeszedł do Dynama Kijów, w którym występował przez 5 sezonów. W 1952 powrócił do Łokomotywu, w którym zakończył karierę piłkarską.

## Kariera trenerska
Po zakończeniu kariery piłkarskiej rozpoczął pracę szkoleniową. Od 1956 do 1957 pomagał trenować Awanhard Charków. W 1959 prowadził Chimik Dnieprodzierżyńsk. W 1962 roku stał na czele Bukowyny Czerniowce.